# 丸子達也
丸子 達也（まるこ たつや、1993年6月16日 - ）は、広島県出身の元社会人野球選手（内野手）。左投左打。

## 経歴
呉市立仁方小学校5年生の時にソフトボールを始める。呉市立仁方中学校では軟式野球部に所属したのち、2年秋から呉ファイターズでプレーした。
広陵高等学校に進学すると中井哲之の指導のもとで1年生から4番を打った。中井は1年生だった丸子を「桁外れのパワー。当時の金本知憲以上」と評価した。中井の長い監督生活の中でも、1年生に夏の4番を任せたのは丸子が初めてだった。高校時代、選抜高等学校野球大会、全国高等学校野球選手権大会に出場した。第82回選抜高等学校野球大会ではホームランを打った。創部100周年だった2011年の夏は、全国高等学校野球選手権広島大会3回戦で近大福山高校に敗れた。丸子自身は4打数3安打と気を吐いた。高校時代はスポーツだけでなく勉学にも励み、生活態度も模範的で早稲田大学の推薦基準を満たし、早稲田にスポーツ推薦で合格した。野球部では岡村猛、高橋広らの指導を受け、2015年、東京六大学春季リーグで打率4割を達成し、首位打者として表彰される。また、満票でベストナインに選ばれる。同年の第64回全日本大学野球選手権大会で優勝して日本一になった早稲田チームの4番に座り、3番茂木栄五郎、5番石井一成とともにクリーンアップを形成。勝利に貢献した。東京六大学通算48塁打。同年、第27回BFAアジア選手権日本代表に選ばれる。
大学卒業後の2016年にはJR東日本に入社。メキシコで開かれた第1回WBSC U23ワールドカップ日本代表にも選ばれ、世界一に貢献した。2017年、第88回都市対抗野球大会では大会優秀選手として表彰された。ここで6年間プレーし、2021年をもって野球から引退。その後は同社で社業に専念することを自身のインスタグラムにて公表している。
引退後の翌2022年2月からは品川駅の改札窓口などで駅業務に従事している。

## 選手としての特徴
100キロ超えの体重を生かした力感溢れるパワフルなバッティングが持ち味。JR東日本では堀井哲也の指導を受け、長打力に磨きがかかった。その一方で守備に難があり、JR東日本では指名打者としての出場も多かった。

## 人物
- 憧れの選手に金本知憲を挙げている。高校1年の冬に練習で母校を訪ねた金本を遠巻きに見守り、オーラを感じたという[2]。
- 高校時代、右方向に常人離れしたあまりにも大きな打球を飛ばすため、通称「丸子ネット」が設置された。

## 詳細情報

### 表彰
- 東京六大学春季リーグ 首位打者、ベストナイン（2015）
- 広島県体育・スポーツ知事表彰（2016）[8]。
- 第88回都市対抗野球大会 大会優秀選手（2017）

### 代表歴
日本代表
- 2016 WBSC U-23ワールドカップ 日本代表